# Элькан, Бенно
Бенно Элькан (нем. Benno Elkan; 2 декабря 1877, Дортмунд — 10 января 1960, Лондон) — немецко-еврейский скульптор и медальер.

## Биография
Бенно Элькан был единственным ребенком портного мастера Соломона Элькана, совладельца магазина мужской одежды в центре Дортмунда, и его жены Розали из Гейдельберга. Он вырос в Дортмунде, учился в Академии искусств в Мюнхене и скульптурной мастерской в Карлсруэ.
В 1905 году отправился в Париж, где познакомился с Огюстом Роденом и Анри Матиссом; жил также в Риме. Затем в 1912—1933 гг. жил во Франкфурте-на-Майне, откуда и уехал в эмиграцию в Лондон после прихода к власти нацистов.
Элькан знаменит, прежде всего, созданием огромной Меноры (1949/1956), установленной в здании израильского кнессета. Однако в остальном он специализировался, прежде всего, на памятниках, статуях недавних современников, памятных медалях. В частности, можно отметить выполненные Эльканом бюсты Вальтера Ратенау (1925) и Уинстона Черчилля (1942/1949, собственность семьи Черчилля). Хорошо известен воздвигнутый во Франкфурте памятник жертвам Первой мировой войны работы Элькана (1920). Из более лёгких работ Элькана можно отметить на редкость выразительные скульптурные портреты орангутанов в Эдинбургском зоопарке (1938).